# Рёнтген, Давид
Давид Рёнтген (нем. David Roentgen, 11 августа 1743, Херрнхаг, Моравия — 12 февраля 1807, Висбаден, Германия) — знаменитый мастер-мебельщик, сын и ученик немецкого мастера Абрахама (Авраама) Рёнтгена (1711—1793) из Верхней Саксонии. Давид Рёнтген продолжил традицию работы мебельщиков немецкого происхождения, скрытых или явных протестантов, при французском королевском дворе подобно Жану-Франсуа Эбену, Жану-Анри Ризенеру, Вильгельму Бенеману, Адаму Вайсвайлеру, Мартену Карлену, Жану-Фердинанду Швердфегеру.

## Биография
В 1731—1738 годах Абрахам Рёнтген Старший посетил Англию и Голландию, работал в Лондоне в мастерской Уильяма Гомма (William Gomm) стиле рококо под влиянием знаменитого английского мастера Томаса Чиппендейла. В 1753 году переселился в моравское поселение Нойвид, недалеко от Кобленца, где основал мебельную мастерскую. Давид, как и позднее его младшие братья, учился ремеслу в мастерской отца, а затем унаследовал отцовское производство. В начале 1768 года Давид Рёнтген возглавил мастерскую в Гамбурге, а затем в 1772 году и в Нойвиде, где вступил в партнёрство с механиком и часовщиком Петером Кинцингом (1745—1816). К тому времени имя фирмы уже было хорошо известно во Франции.
Давид Рёнтген обладал энергией и практической хваткой, он был тонким художником и талантливым коммерсантом, и со временем создал невиданное по тем временам предприятие, не имевшее себе равных в Европе с филиалами в Берлине и Вене. Он добился значительной благосклонности королевы Марии-Антуанетты, супруги короля Франции Людовика XVI, родным языком которой также был немецкий. Во время нескольких поездок по Европе королева просила мастера доставлять ей подарки и кукол, одетых по последней парижской моде. Они должны были служить выкройками для портных её матери и сестёр. Когда в 1774 году французский трон занял Людовик XVI, Рёнтген привёз свою продукцию в Париж, а в 1780—1789 годах работал в Парижской гильдии мебельщиков.
Рентген снабжал своей мебелью почти все княжеские и королевские дома Европы, дворянство и зажиточных горожан. Он был назначен «тайным торговым советником» прусским королем. После того, как в 1780 году он купил права мастера в Париже, он получил также право снабжать королевский двор. В 1780-х годах он продал большую часть мебели императрице Екатерине Великой в России. Из-за его мастерства в изготовлении мебели с забавными механическими устройствами П. Кинцинга королева Мария-Антуанетта назначила Рёнтгена «Краснодеревщиком-механиком короля и королевы» (Ébéniste-mechanicien du Roi et de la Reine). «Эбенистами» называли мастеров, работавших с дорогими породами чёрного и красного «заморского» дерева (фр. ébène — чёрное дерево).
Давид Рёнтген не ограничивал своё внимание Парижем. Он путешествовал по Европе в сопровождении мебельных фургонов с продукцией своей фабрики. В 1780-х годах Рёнтген достиг вершины своей славы. Он успешно работал для прусского двора в Берлине. Но революция во Франции разрушила его дело. Изменение вкусов и крах прежнего рынка заказчиков поставили мастерскую Рёнтгена на грань банкротства. В последующие годы он уменьшал размеры своего производства, пока не был вынужден полностью закрыть его.
Его парижская мастерская была разгромлена, все лучшие вещи уничтожены. Сам мастер успел бежать в Германию, но былой славы достичь уже не удалось. Мастеру пришлось бежать и от французских войск, оккупировавших левый берег Рейна, а также город Нойвид, где располагался его основной цех. После этого ещё несколько лет знаменитый мастер пытался продавать уже произведённую им продукцию. Он умер в 1807 году во время дипломатической поездки на службе Моравской церкви.

## Творчество
Рёнтген впервые приехал в Париж в 1774 году. Он увидел перемену французской моды и стиля от рококо к неоклассицизму, или «стилю Людовика XVI», и смело перенёс освоенные им к тому времени технологические приёмы на новые виды мебели. Он также знакомился с неоклассическим стилем в мастерских французских живописцев, рисовальщиков и гравёров.
Давиду Рёнтгену удалось эффектно сочетать традиции английского, голландского и французского мебельного искусства и точно угадать веяния нового в то время неоклассического стиля. Для мебели Рёнтгена характерно небольшое количество бронзовых деталей, использование дорогих пород дерева: красного, туевого, грушевого. Особой популярность пользовались секретеры с различными секретными замками и механизмами, которые Петер Кинцинг. Но главная отличительная черта «рёнтгеновского стиля» — изящный рисунок маркетри.
В 1780-х годах Давид Рёнтген стал использовать новые технические приёмы маркетри — декора наборного дерева, выполненного с особой тонкостью. Вместо травления и копчения дерева для передачи мелких деталей и разнообразных градаций тонов он стал использовать мелкие кусочки шпона, напоминающие «флорентийскую мозаику» (итал. pietra dura — твёрдый камень). В этой технике, изначально заимствованной у фламандских мастеров, работал сотрудничавший с Рёнтгеном с 1774 года рисовальщик, живописец и гравёр Януариус Цик. Считается также, что именно Цик был изобретателем так называемых «перистых рокайлей» (нем. fedrigen Rokaillen), завитков рокайля с длинными, «колючими» отростками, или «перьями».
Особенную популярность снискали женские туалетные столики. Они были спроектированы так, чтобы выглядеть как письменный или чертёжный стол, но скрывали туалетные принадлежности. Пружинный спусковой крючок, скрытая защёлка или кнопка выявляли двойное назначение. Давид Рёнтген за свою изобретательность даже получил прозвание «Арлекин» в честь персонажа театра Комедия дель арте.
О степени славы мастера свидетельствует упоминание о нём Гёте в «Вильгельме Мейстере». Ящик, в котором жила фея во время её путешествий со своим смертным возлюбленным, сравнивается с письменным столом Рёнтгена, в котором одним нажатием кнопки открывалось множество потайных ящиков, отсеков и механических устройств. Людовик XVI заплатил Рёнтгену за похожий стол 80 000 ливров. Внешне он был похож на комод. Панели маркетри изображали Минерву, римскую богиню мудрости и покровительницу искусств, прикрепляющую портрет Марии-Антуанетты на колонну, на которой выгравировано её имя. Сооружение венчали музыкальные часы (работа Петера Кинцинга), увенчанные куполом, изображающим гору муз Парнас. Это произведение высотой 3,4 м было чудом механической точности. Исчезло во времена Первой империи при Наполеоне Бонапарте.

## Давид Рёнтген в России
Весной 1784 года по рекомендации дипломата и писателя Ф. М. Гримма Давид Рёнтген привез в Санкт-Петербург первую партию мебели. Уникальное «Большое бюро с Аполлоном» (1783) вызвало восхищение императрицы Екатерины II и вошло в её личную коллекцию. Роскошное бюро благородных форм отделано красным деревом и декорировано золочёной бронзой, его «раскрытие» с помощью механического устройства представляет собой удивительный процесс.
В один из своих приездов в Россию Рёнтген продал императрице Екатерине мебель на 20 000 рублей. Она добавила 5000 рублей и личный подарок, золотую табакерку, за быстрое выполнение неожиданной просьбы. Когда пришло известие о победе русского флота над турками при Чесме (1770) немецкий мастер изобретательно установил часы, отмечающие дату и время, на стол личного секретера Государыни.
Поставки мебели для русского двора были огромны: с 1784 по 1790 год в Санкт-Петербург было отправлено несколько транспортов. Мебель неоклассического стиля Рёнтгена как нельзя более подходила для убранства любимого детища императрицы — Большого (Старого) Эрмитажа, возведённого к 1784 году архитектором Ю. М. Фельтеном. В составе крупных партий мебели были уникальные, коллекционные вещи, такие как письменный стол-пюпитр, бюро с курантами и бюро с медальоном Платона. Императрица заказала мастеру шесть шкафов для хранения коллекций медалей и резных камней. В один из своих приездов Рёнтген принимал участие в ремонте эрмитажной мебели. В 1790 году Рёнтген приезжал в Санкт-Петербург вместе со своим учеником Генрихом Гамбсом (1765—1831), который остался в России и дальнейшее развитие русского мебельного искусства в значительной мере связано с его именем. Гамбс также повторил бюро Рентгена, слегка изменив его форму и декор.
Из воспоминаний французской художницы Э.-Л. Виже-Лебрен, посещавшей Россию в 1795—1801 годах, известно, что большое количество «рентгеновской мебели» находилось не только в Эрмитаже, но и в загородных дворцах и дворянских усадьбах — гораздо больше, чем её мог произвести сам Рёнтген. Такую мебель изготавливали в столице братья Майер, А. И. Тур, а в провинции крепостные русские мастера. Мебель Давида Рёнтгена, включая его знаменитое «Бюро с Аполлоном», как и продукция мастерской Ж.-А. Ризенера, ныне экспонируется в Белом зале Зимнего дворца, в котором также размещены полотна «с римскими руинами» живописца французского неоклассицизма Юбера Робера, что в стилевом отношении вполне закономерно.

## Семья
Давид Рёнтген женился в 1773 году на Катарине Доротее (1749—1825) в Сундхофене в Эльзасе, дочери местного пастора Эммануэля Шойера. У пары было восемь детей. Трое их сыновей и две дочери умерли молодыми. Среди выживших сыновей Август фон Рёнтген приобрёл авторитет в качестве юриста и дипломата; Генрих Рентген стал известным биологом и исследователем Африки.

## Упоминания в литературе
И. В. фон Гёте упоминает о мебели мастера в одной из своих новелл:
«Кто видел, как у письменного стола искусной работы Рёнтгена одним движением приводится в действие множество витых и гнутых пружин и сразу либо один за другим выдвигаются пюпитры, письменные приборы, ящички для бумаг и для денег, тот может представить себе, как раскрылся дворец, куда и увлекла меня очаровательная спутница».

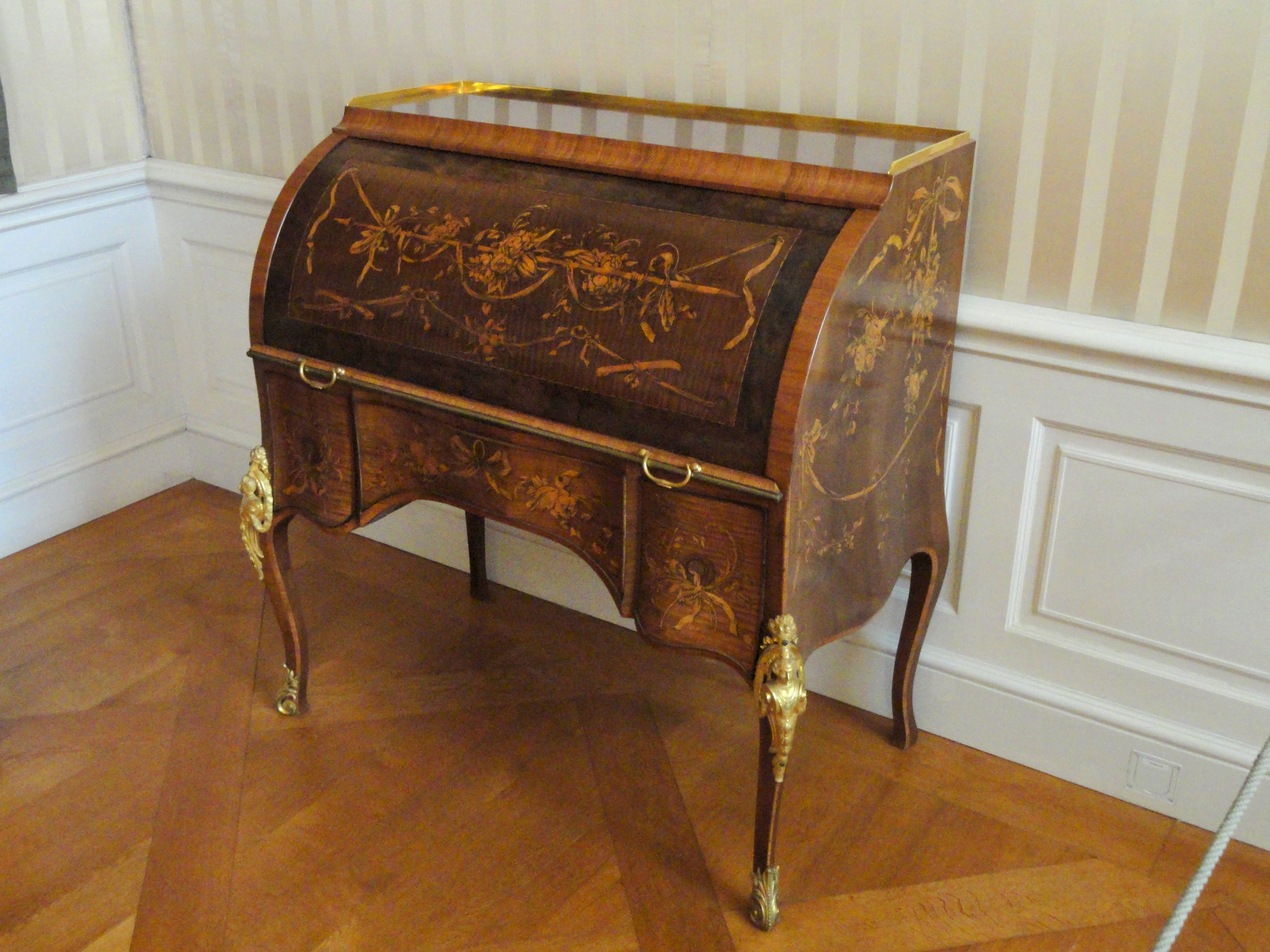
Бюро с цилиндрической крышкой. 1773-1775. Резиденция, Мюнхен
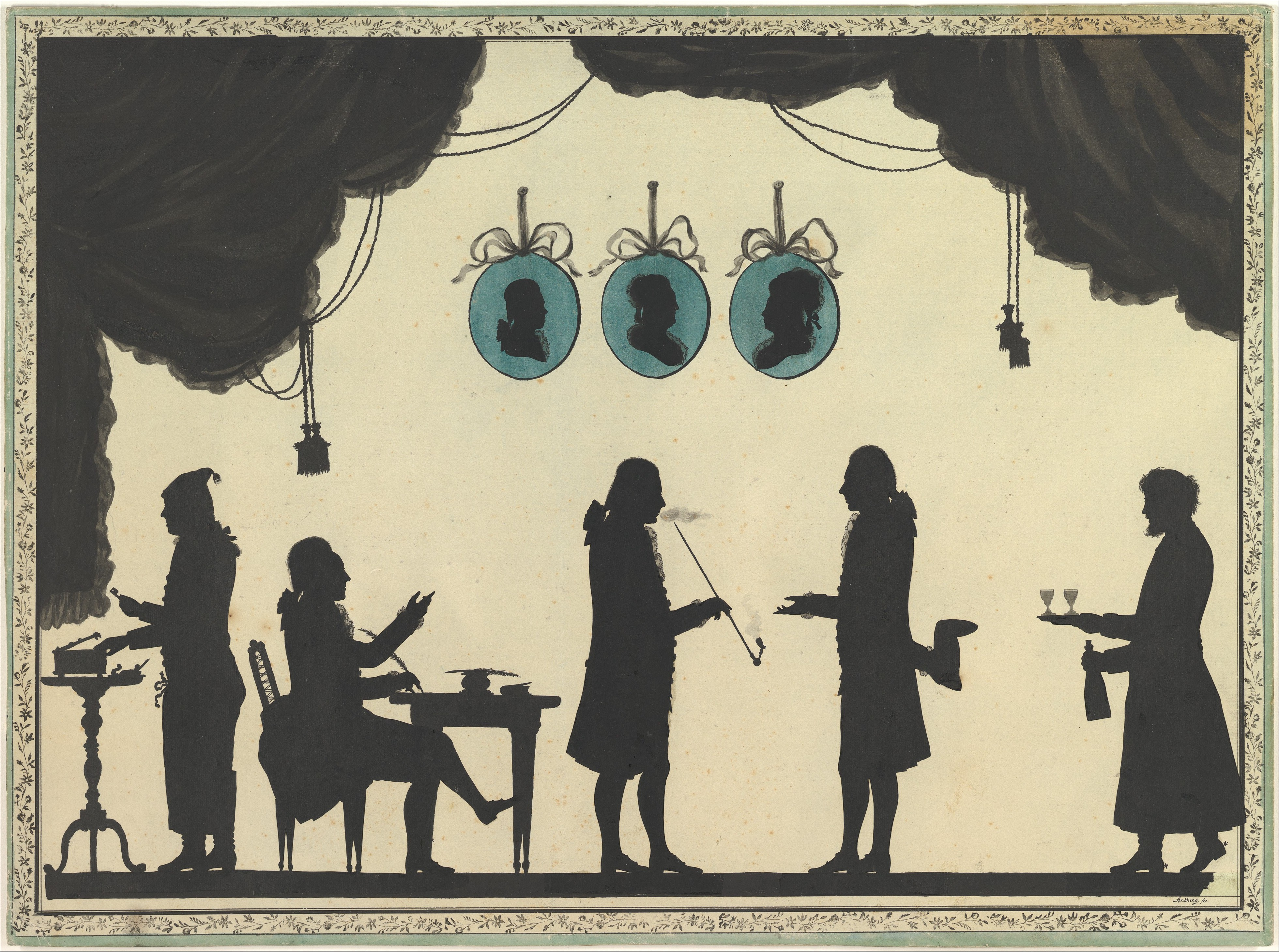
Давид Рёнтген в Санкт-Петербурге принимает заказ на крупную партию мебели. Ок. 1784. Чёрная бумага, чернила, акварель
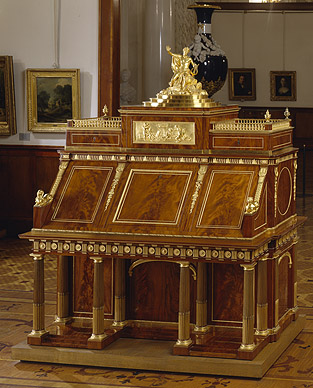
Бюро с фигурой Аполлона. 1783. Государственный Эрмитаж, Санкт-Петербург
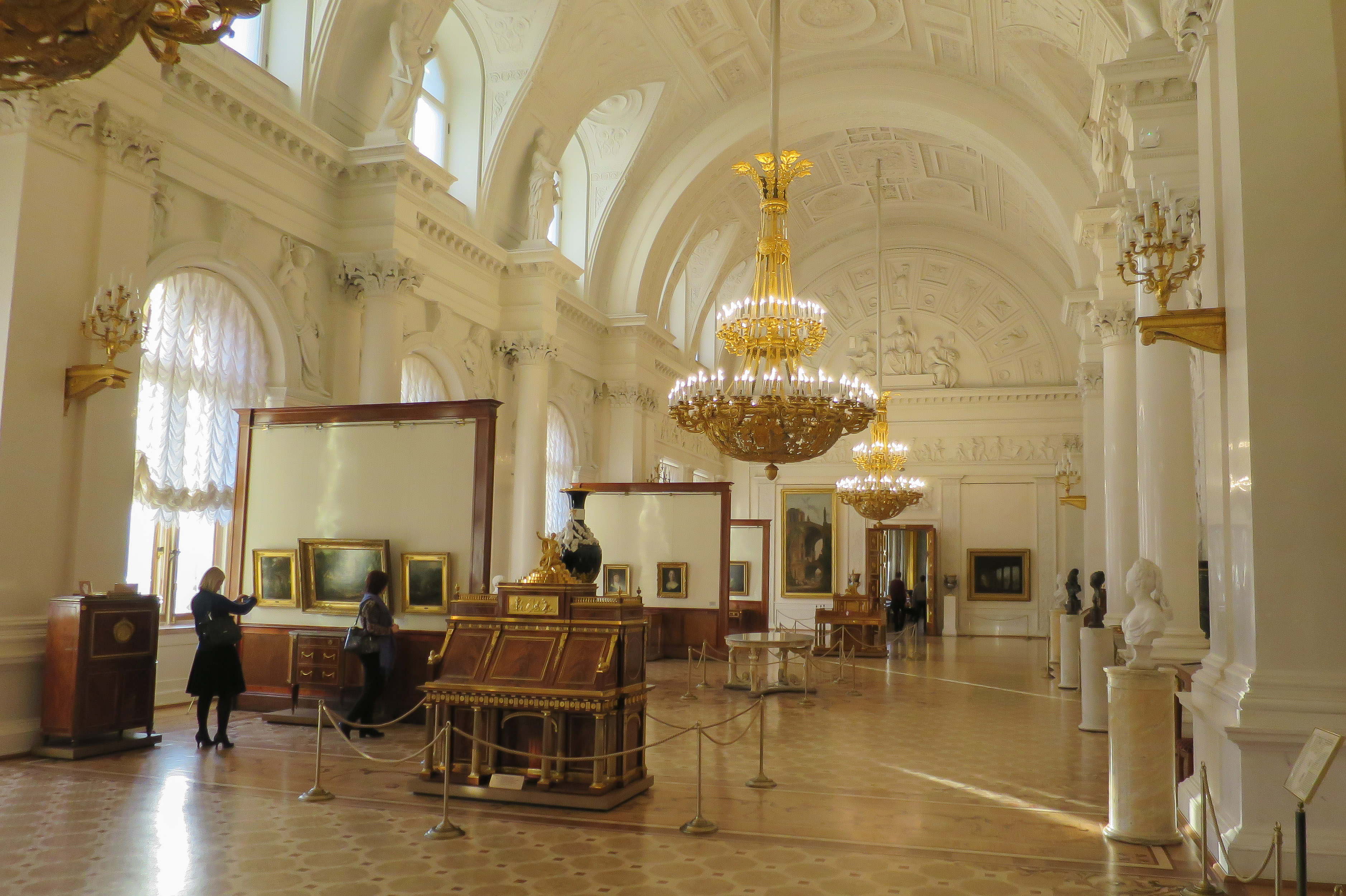
Белый зал Зимнего дворца, Санкт-Петербург. Архитектор А. П. Брюллов. 1839
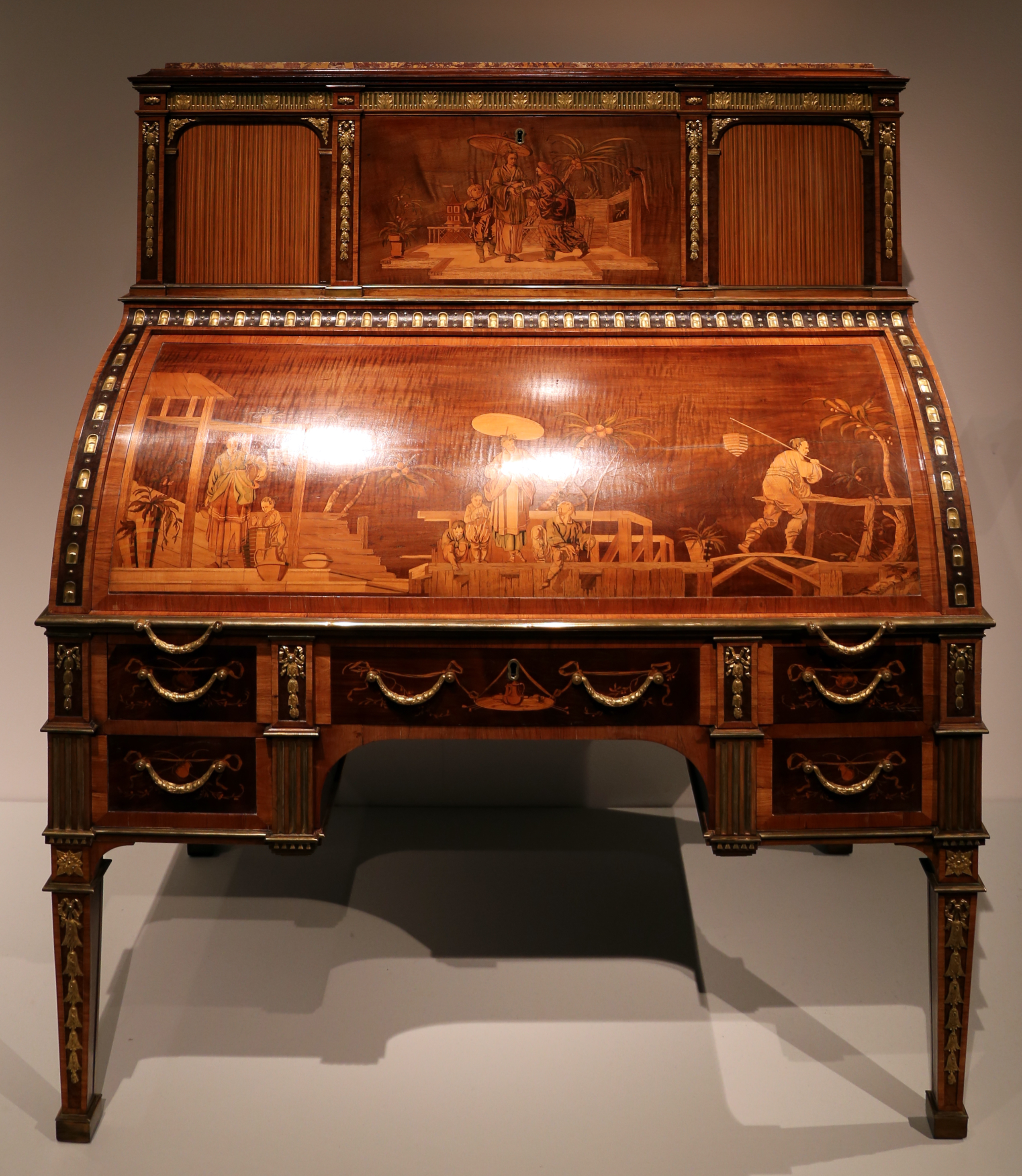
Цилиндрическое бюро. Нойвид. 1778—1779
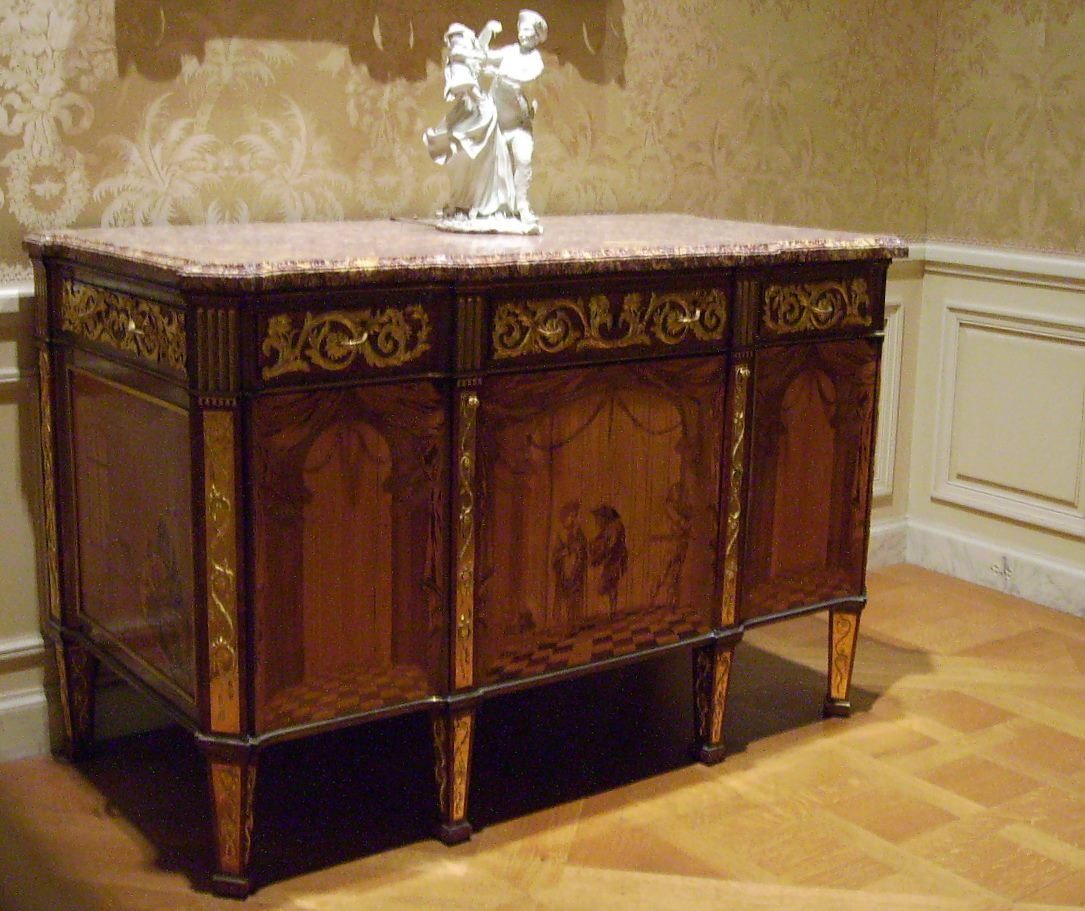
Комод в стиле шинуазри. Версаль. Метрополитен-музей, Нью-Йорк
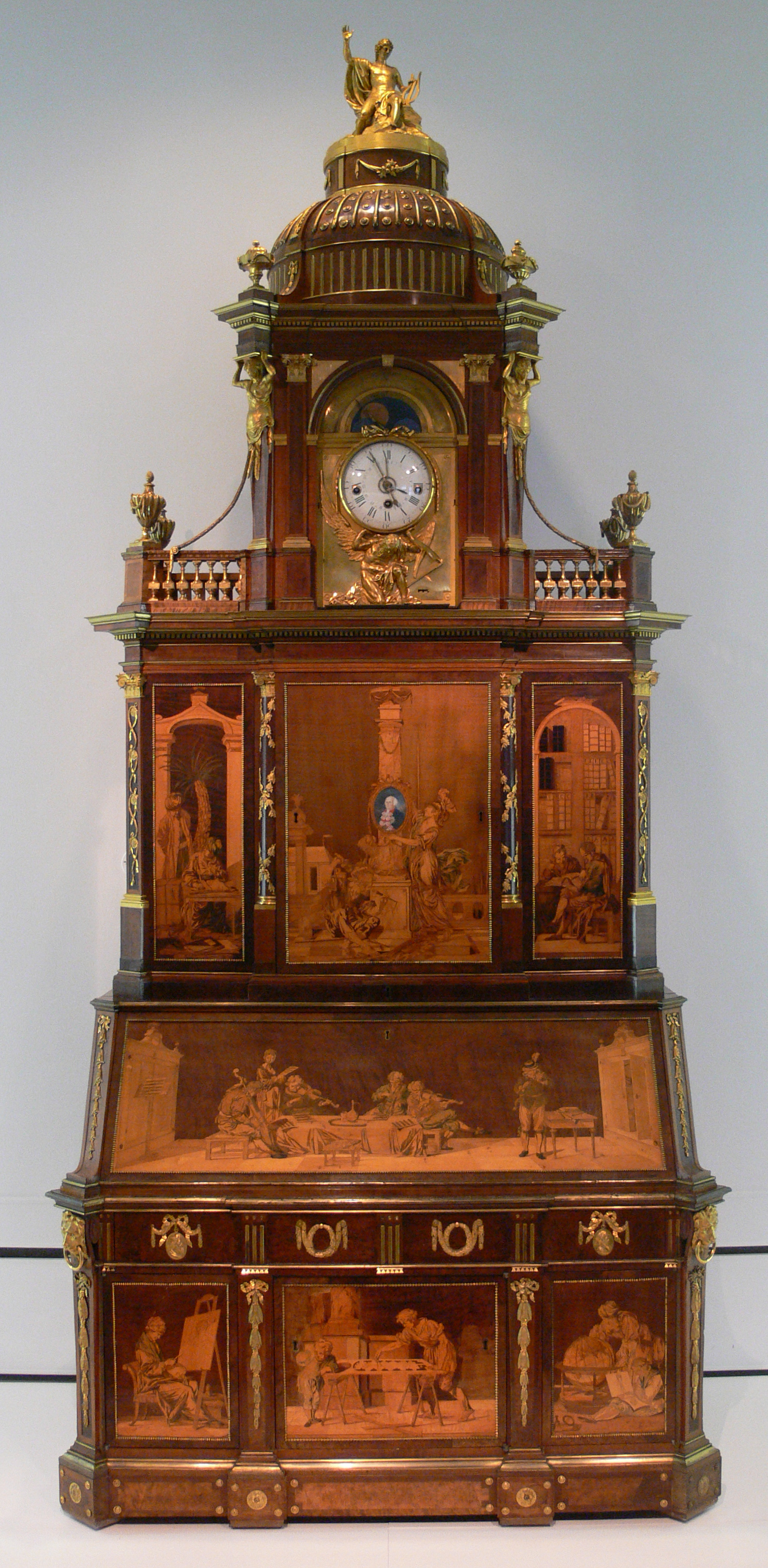
Кабинет. Нойвид. 1779
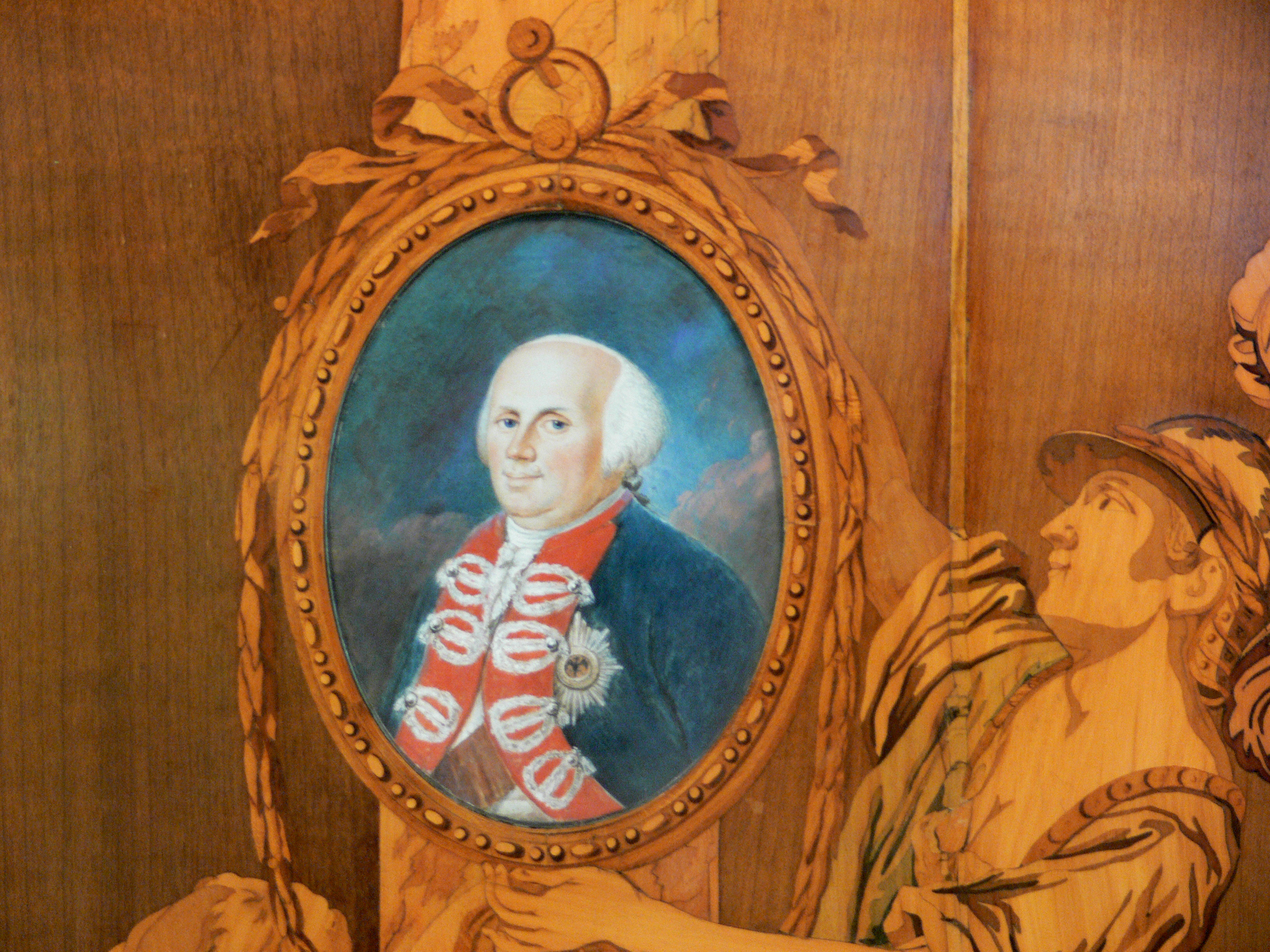
Деталь кабинета с портретом Вильгельма Фридриха II. Маркетри, фарфор, роспись
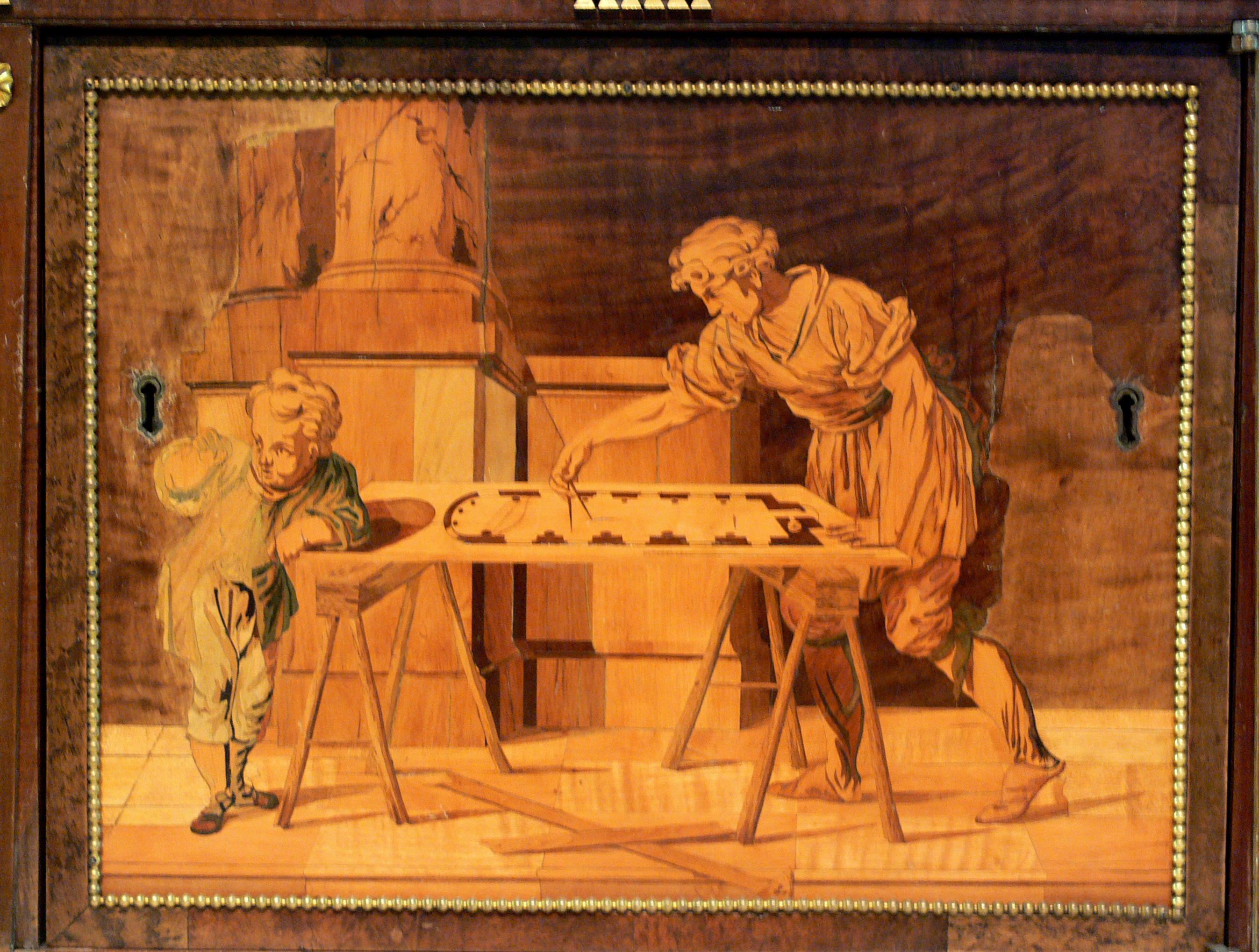
Деталь маркетри
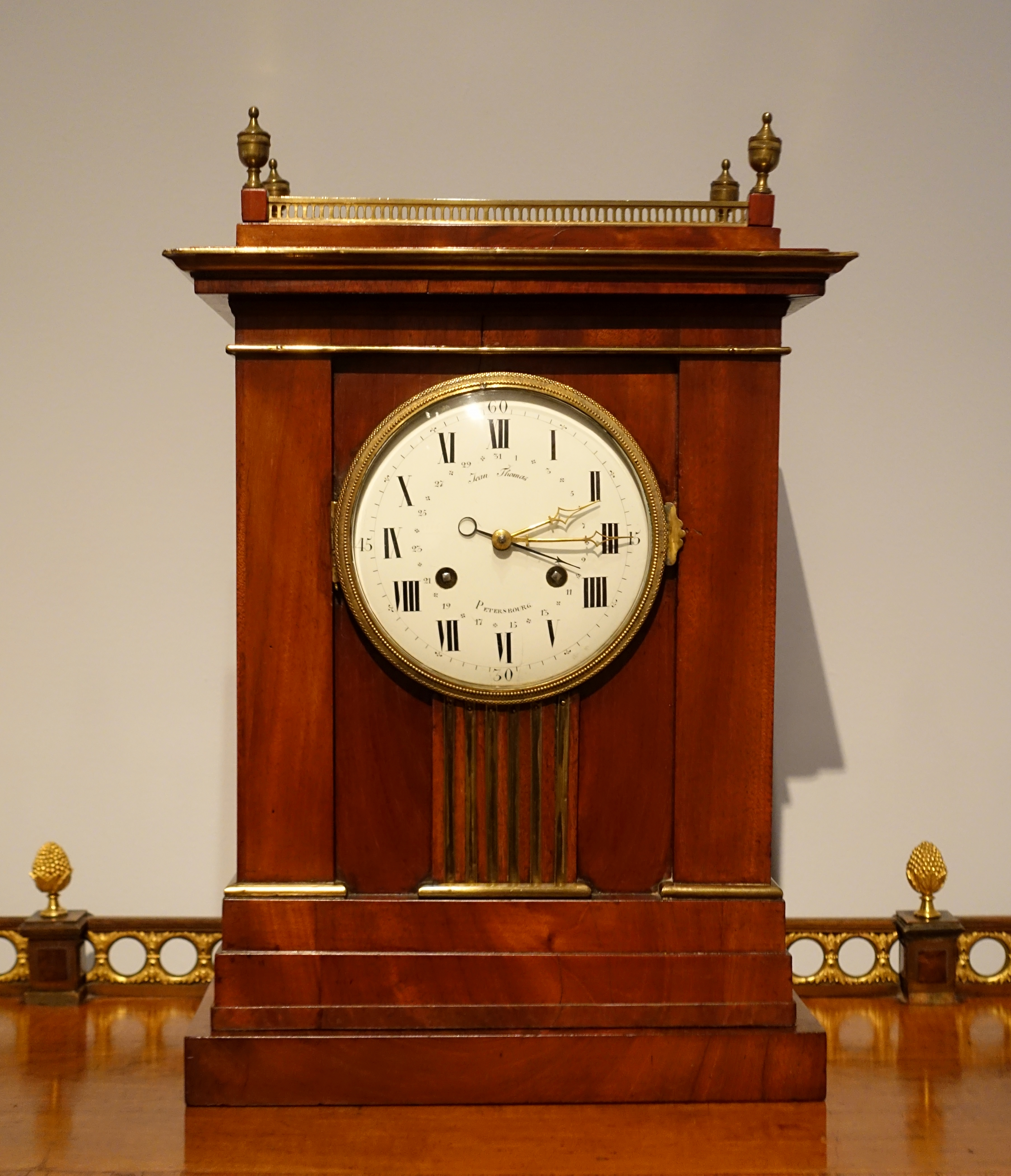
Часы-календарь. Нойвид. 1780—1790
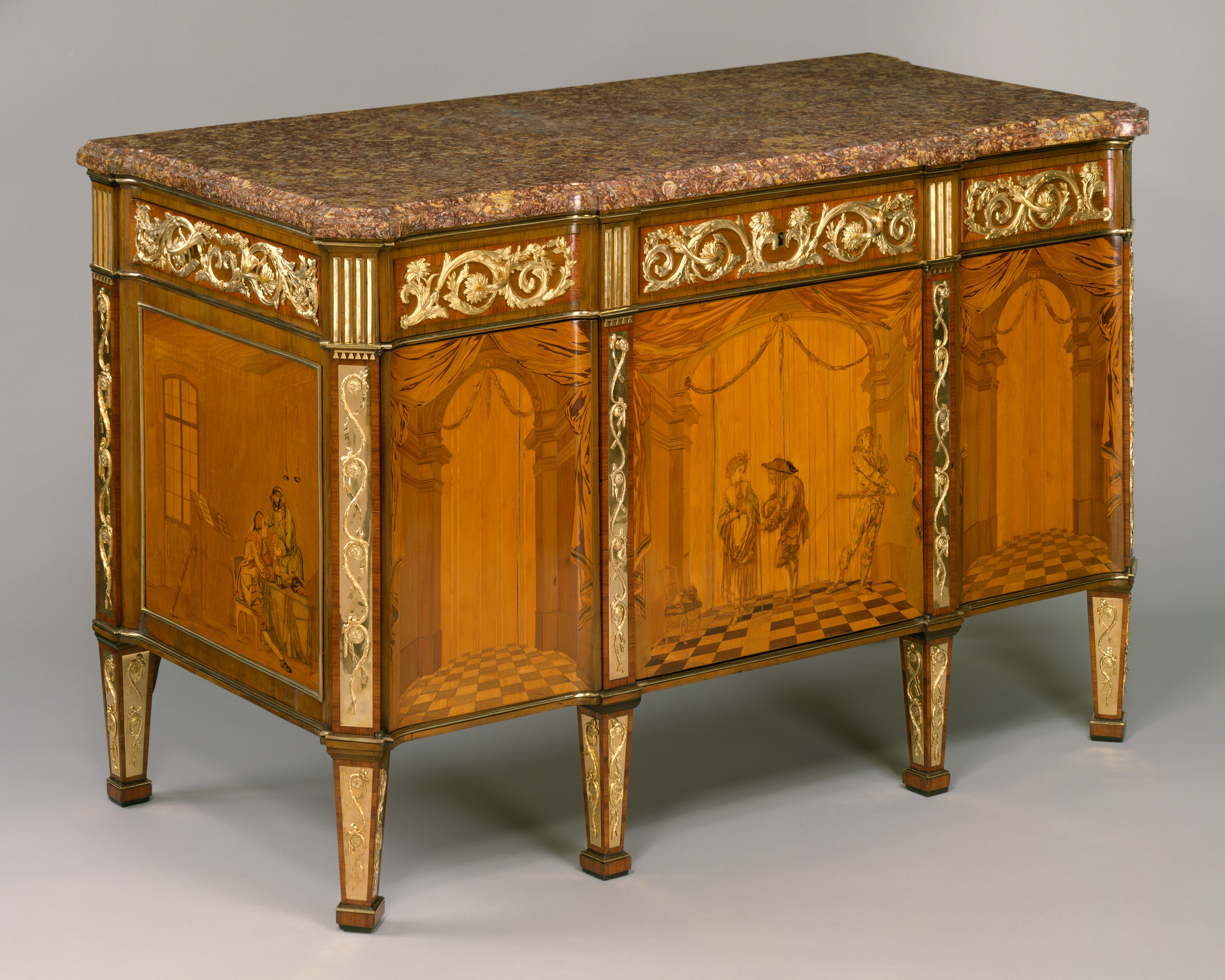
Комод. Маркетри: Д. Рёнтген, Я. Цик. Метрополитен-музей, Нью-Йорк
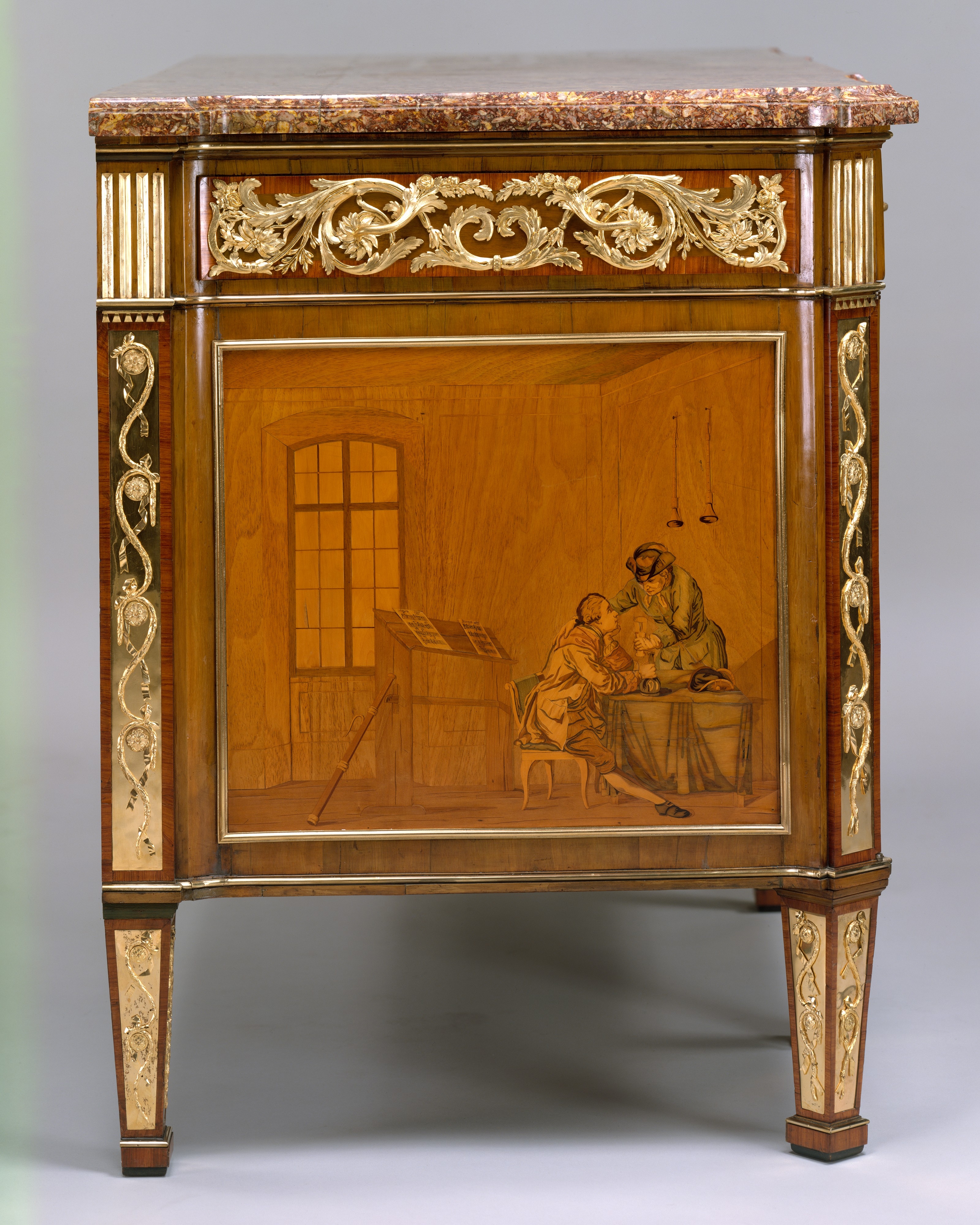
Комод. Боковая сторона
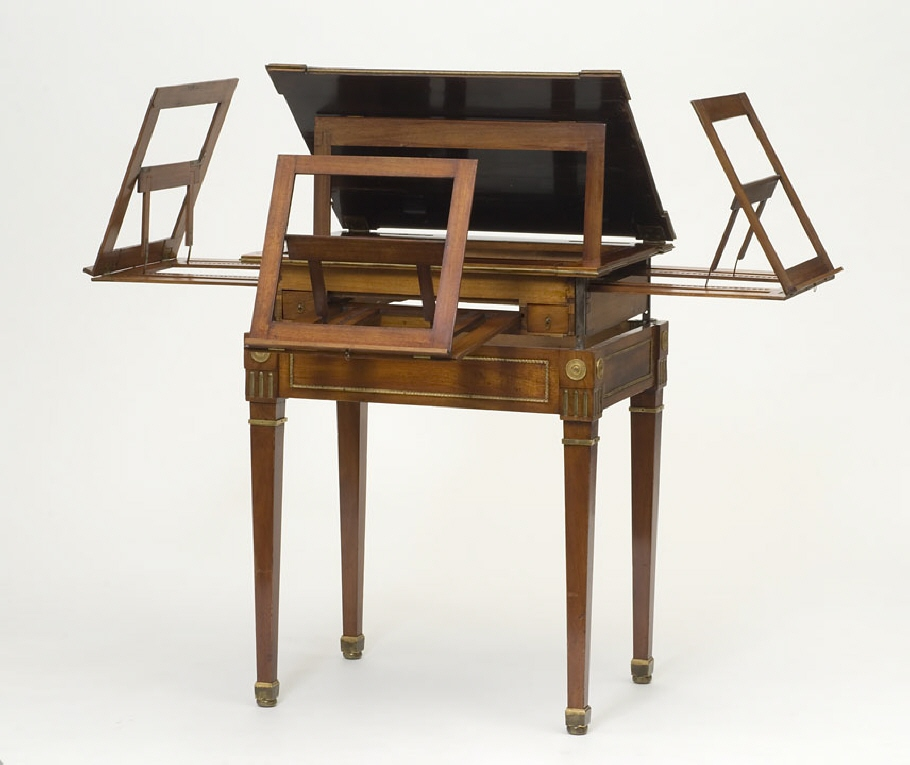
Музыкальный столик. 1779—1781. Национальный музей, Стокгольм